# Vojvodschap Servië

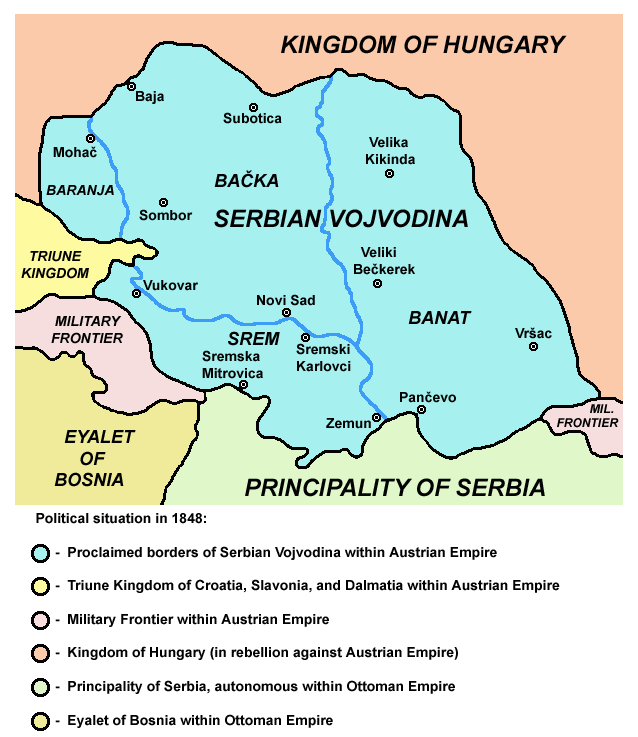
Vojvodschap Servië in 1848

Het vojvodschap Servië (Servisch: Српска Војводина, Srpska Vojvodina) was een kortstondige en zelfverklaarde Servische provincie binnen het keizerrijk Oostenrijk ten tijde van de revoluties van 1848-1849. In 1849 werd het gebied officieel een Oostenrijks kroonland onder de naam vojvodschap Servië en Temesbanaat.

## Geschiedenis
Tijdens de revoluties van 1848-1849 kwamen de Hongaren in opstand om volledige onafhankelijkheid van het keizerrijk Oostenrijk te eisen. Ondanks hun nationalistische inspiraties, erkenden de Hongaren de rechten en verzuchtingen van andere nationale minderheden die in het Habsburgse Hongarije woonden niet. Daarom ondernamen de Serviërs die in de Vojvodina woonden actie om zich van het koninkrijk Hongarije af te scheiden.
In mei 1848 kondigden de Serviërs in Sremski Karlovci een grondwet af voor de het vojvodschap Servië, dat bestond uit Syrmië, de Batsjka, het Banaat en Baranja. Daarnaast smeedden de Serviërs een politieke alliantie met het koninkrijk Kroatië, "gebaseerd op vrijheid en volkomen gelijkheid" en erkenden ze de Roemeense minderheid in Hongarije. De metropoliet van Sremski Karlovci werd de patriarch van het nieuwe vojvodschap en de militair Stevan Šupljikac werd benoemd tot eerste vojvoda (hertog). Er werd een "nationaal comité" gevormd bij wijze van regering van het vojvodschap Servië.
De nieuwe Hongaarse regering reageerde op de Servische acties met geweld en lanceerde op 12 juni 1848 een offensief tegen de Serviërs. Het Oostenrijkse gezag in Wenen schaarde zich aanvankelijk achter de Hongaren tegen de Servische opstandelingen, die met manschappen werden gesteund door het vorstendom Servië. Begin 1849 leek Oostenrijk de strijd tegen de opstandige Hongaren echter te verliezen en smeedde de elite van het vojvodschap een alliantie met de Oostenrijkers. Vervolgens vervoegden Servische troepen uit het vojvodschap de Habsburgse troepen om de revolutie in Hongarije te helpen neer te slaan. Hierin slaagden ze in de zomer van 1849 ook dankzij Russische hulp.
Nadat de Hongaarse revolutie na de overgave bij Világos in de kiem was gesmoord, erkende de Oostenrijkse keizer het vojvodschap Servië officieel als een Oostenrijks kroonland: het vojvodschap Servië en Temesbanaat. Toch stelde deze erkenning niet alle Serviërs tevreden, aangezien het nieuwe vojvodschap enerzijds etnisch zeer divers was en anderzijds bepaalde gebieden met een Servische meerderheid niet omvatte.